# Премия Теодора фон Кармана
Премия Теодора фон Кармана (англ. The Theodore von Kármán Prize) — научная награда в области прикладной математики.
Присуждается один раз в пять лет в знак признания выдающегося применения математики в механике и (/ или) инженерных науках.
Была учреждена в 1968 году в честь американского учёного-аэродинамика Теодора фон Кармана (1881—1963) Обществом промышленной и прикладной математики (SIAM).

## Список лауреатов
- 1972 Джеффри Инграм Тейлор
- 1979 Джордж Ф. Кэрриер и Джозеф Б. Келлер
- 1984 Джулиан Коул
- 1989 Пол Р. Гарабедян
- 1994 Герберт Б. Келлер
- 1999 Стюарт С. Антман и Джон М. Болл
- 2004 Роланд Гловински
- 2009 Мэри Ф. Уиллер
- 2014 Вайнен Э и Ричард Д. Джеймс
- 2020 Каушик Бхаттачарья[1]